# تجمع محدود با انتشار
تجمع محدود با انتشار فرآیندی است که در آن ذرات به دلیل حرکت براونی به طور تصادفی در حال حرکت هستند و در کنار هم قرار می گیرند تا مجموعه هایی از این ذرات را تشکیل دهند. این نظریه که توسط T.A. Witten Jr. و L.M. Sander در سال 1981،  برای تجمع در هر سیستمی که در آن انتشار، وسیله اصلی حمل و نقل در سیستم است، قابل استفاده است. DLA را می توان در بسیاری از سیستم ها مانند رسوب الکتریکی، جریان هل شاو، رسوبات معدنی و شکست دی الکتریک مشاهده کرد.
خوشه های تشکیل شده در فرآیندهای DLA به عنوان درختان براونی شناخته می شوند. این خوشه ها نمونه ای از فراکتال هستند. در دوبعدی، این فراکتال‌ها بعد تقریباً 1.71 را برای ذرات آزاد نشان می‌دهند که توسط یک شبکه محدود نشده‌اند، با این حال شبیه‌سازی کامپیوتری DLA روی یک شبکه، بعد فراکتال را برای یک DLA در همان بعد جاسازی کمی تغییر می‌دهد. برخی تغییرات نیز بسته به هندسه رشد مشاهده می شود، چه از یک نقطه یکتا به صورت شعاعی به سمت بیرون باشد یا از یک صفحه یا خط بیرون باشند. دو نمونه از سنگدانه های تولید شده با استفاده از یک میکرو کامپیوتر با اجازه دادن به واکرهای تصادفی برای چسبیدن به یک دانه (در اصل (i) یک خط مستقیم متشکل از 1300 ذره و (ii) یک ذره در مرکز) در سمت راست نشان داده شده است.
شبیه سازی کامپیوتری DLA یکی از ابزارهای اولیه مطالعه این مدل است. چندین روش برای انجام این کار موجود است. شبیه‌سازی‌ها را می‌توان بر روی شبکه‌ای با ابعاد هندسی دلخواه انجام داد (این کار تا 8 بعد انجام شده است) یا شبیه‌سازی را می‌توان بیشتر در امتداد خطوط شبیه‌سازی دینامیک مولکولی استاندارد انجام داد، جایی که یک ذره مجاز است آزادانه راه رفتن تصادفی تا زمانی که در محدوده بحرانی خاصی قرار گیرد و سپس به سمت خوشه کشیده شود. مهم این است که تعداد ذرات تحت حرکت براونی در سیستم بسیار کم نگه داشته شود به طوری که فقط ماهیت انتشاری سیستم وجود داشته باشد.

## درخت براونی

رشد درخت براونی

درخت براونی که نام آن از رابرت براون از طریق حرکت براونی گرفته شده است، شکلی از هنر کامپیوتری است که در دهه 1990 برای مدت کوتاهی محبوب شد، زمانی که کامپیوترهای خانگی شروع به داشتن قدرت کافی برای شبیه سازی حرکت براونی کردند. درختان براونی مدل‌های ریاضی ساختارهای دندریتی هستند که با فرآیند فیزیکی معروف به تجمع محدود انتشار شناخته می‌شوند.
درخت براونی با این مراحل ساخته می شود: ابتدا یک "دانه" در جایی روی صفحه قرار می گیرد. سپس یک ذره در موقعیت تصادفی صفحه قرار می گیرد و به طور تصادفی حرکت می کند تا زمانی که به دانه برخورد کند. ذره در آنجا رها می شود و ذره دیگری در موقعیت تصادفی قرار می گیرد و حرکت می کند تا به دانه یا هر ذره قبلی برخورد کند و غیره.

### فاکتورها
درخت حاصل می تواند شکل های مختلفی داشته باشد که اساساً به سه عامل بستگی دارد:
- حالت دانه
- موقعیت ذره اولیه
- تحرک الگوریتم

رنگ ذرات می تواند بین تکرارها تغییر کند و جلوه های جالبی بدهد
در زمان محبوبیت آنها (با کمک یک مقاله علمی آمریکایی در بخش تفریحات رایانه ای، دسامبر 1988)، یک رایانه معمولی ساعت ها و حتی روزها طول کشید تا یک درخت کوچک تولید کند. رایانه های امروزی می توانند درخت هایی را با ده ها هزار ذره در چند دقیقه یا ثانیه تولید کنند.
این درختان همچنین می توانند به راحتی در یک سلول رسوب الکتریکی رشد کنند و نتیجه مستقیم تجمع محدود انتشار هستند.

## آثار هنری مبتنی بر تجمع محدود با انتشار
اشکال پیچیده و ارگانیکی که می‌توان با الگوریتم‌های تجمع محدود انتشار تولید کرد، توسط هنرمندان مورد بررسی قرار گرفته‌اند. Simutils، بخشی از کتابخانه منبع باز toxiclibs برای زبان برنامه نویسی جاوا که توسط Karsten Schmidt توسعه یافته است، به کاربران اجازه می دهد تا فرآیند DLA را در دستورالعمل ها یا منحنی های از پیش تعریف شده در فضای شبیه سازی اعمال کنند و از طریق پارامترهای مختلف دیگر به صورت پویا رشد فرم های سه بعدی را هدایت کنند. 